# Psilorhynchus sucatio
Psilorhynchus sucatio är en fiskart som först beskrevs av Hamilton 1822.  Psilorhynchus sucatio ingår i släktet Psilorhynchus och familjen Psilorhynchidae. IUCN kategoriserar arten globalt som livskraftig. Inga underarter finns listade i Catalogue of Life.